# التهاب زبان
زبان‌آماس (التهاب زبان) یا گلوسیت (به انگلیسی: glossitis) عبارت است از التهاب حاد یا مزمن زبان در اثر دلایل گوناگون که گاهی مسری است. این بیماری سرطانی نمی‌باشد.
زبان متورم با رنگ قرمز روشن، زخم متورم با رنگ قرمز روشن، مویی‌شکل شدن زبان، گاهی همراه با سطحی سیاه و قرمز شدن نوک و گوشه‌های زبان از نشانه‌های این بیماری است.

## دلایل
1. دلیل عفونی
2. سوختگی
3. آسیب ناشی از دندان‌های ناصاف، عدم تناسب دندان‌های مصنوعی، تنفس دهانی یا گازگرفتگی مکرر در حین تشنج
4. سوء مصرف الکل، دخانیات، غذای گرم یا چاشنی
5. سلامت نامناسب دندان
6. آلرژی به خمیر دندان، دهان شور (به ویژه دهان‌شور حاوی پراکسید)، شیرینی، رنگ یا مواد مورد استفاده در کارهای دندان‌پزشکی

کمبود ویتامین‌های ب در اثر پلاگر، کم‌خونی کمبود ویتامین ب۱۲ یا کم‌خونی کمبود آهن
واکنش‌های مضر نسبت به داروها

## پی‌نوشت و منبع
1. ↑  «زبان‌آماس» [پزشکی] هم‌ارزِ «گلوسیت» (به انگلیسی: glossitis)؛ منبع: گروه واژه‌گزینی. (۱۳۷۶-۱۳۸۵). فرهنگ واژه‌های مصوب فرهنگستان. تهران: انتشارات فرهنگستان زبان و ادب فارسی. شابک ۹۷۸-۹۶۴-۷۵۳۱-۷۷-۱ (ذیل سرواژهٔ glossitis)

- "Sore Tongue And Painful Tongue" (به انگلیسی). www.treatment-for.com. Retrieved 26 September 2011.